# Janagusevo
Janagusevo (orosz betűkkel: Янагушево, baskír nyelven: Янағош) falu Oroszországban, a Baskír Köztársaságban, a Miskinói járásban.

## Népesség
- 2002-ben 451 lakosa volt, melynek 94%-a tatár.
- 2010-ben 410 lakosa volt.